# Honda Accord 7. Generation
| Sterne im Euro NCAP-Crashtest | Vier Sterne im Euro-NCAP-Crashtest |

Der Honda Accord ist ein Mittelklasse PKW des japanischen Automobilherstellers Honda. Die siebente Generation erschien Ende 2002 auf dem deutschen Markt und wurde bis Mitte 2008 vertrieben.

## Limousine
Auch die siebte Generation der Accord Limousine wurde auf die Bedürfnisse auf den unterschiedlichen Absatzmärkten zugeschnitten.
Für Japan und Europa gab es bei diesem Modellwechsel, der Ende 2002 stattfand, ein gemeinsames in Japan gefertigtes Modell. Im Frühjahr 2003 wurde nach der Limousine wieder ein Kombi auf den Markt gebracht, der auf den Namen Tourer hört. Es wurde je nach Konkurrenzsituation mit 2,0 und 2,4-Liter-Motoren ausgestattet. Außerdem gab es für bestimmte Märkte Allrad-Versionen und sportliche Varianten wie den „Euro R“ und auf dem nordamerikanischen Markt den Acura TSX.
In Australien und Neuseeland wurde dieses Modell unter dem Namen Accord Euro angeboten. Für die aktuelle Europa-Limousine sind die vier Ausstattungslinien „Comfort“, „Sport“, „Executive“ und „Type S“ erhältlich.
Der Kunde konnte zwischen einem 2,0 Liter und einem 2,4 Liter i-VTEC Benzinmotor, mit einer Leistung von 114 kW bzw. 140 kW wählen. Alternativ stand ein i-CTDi-Dieselmodell mit 103 kW zur Verfügung. Der 2,2 Liter i-CTDi-Dieselmotor wurde auch im Honda CR-V, im Honda FR-V und dem Honda Civic der 8. Generation eingesetzt.
Sechs Airbags sowie ABS und VSA trugen zur Sicherheit im Accord bei. Der Accord wurde serienmäßig mit CD-Player und Klimaautomatik ausgerüstet. In Japan ergänzte diese Accord-Limousine in Verbindung mit dem V6-3,0-Liter-i-VTEC-Motor mit Zylinderabschaltung im Jahre 2003 den Honda Inspire, womit die Zugehörigkeit des „großen“ Accord zur Oberklasse des Automobilbaus dokumentiert werden soll. Bemerkenswert: Honda bot im Inspire erstmals Elemente des HiDS (wie IHCC, LKAS und CMBS) an. Außerdem wurden mit Hilfe von Active Noise Cancellation (ANC) Störgeräusche bekämpft. In den nur in Japan angebotenen „Accord Euro R“ wurden ähnlich ausgesuchte und aufbereitete Motoren wie in die Type-R-Varianten von Accord, Civic und Integra eingebaut.
Japanische Käufer konnten zwischen Front- und Allradantrieb wählen, wobei das Allrad-Modell ausschließlich mit einem automatischen Getriebe lieferbar war. Ansonsten gab es manuelle Fünf- und Sechsgang-Getriebe. In Nord- und Südamerika, Australien, Neuseeland und Asien (außerhalb Japans) erfolgte der Modellwechsel der Accord-Limousine wie beim japanisch-europäischen Modell zum Jahresende 2002. Die größere der beiden Varianten wurde in den USA entwickelt und produziert. In Nordamerika gab es die Limousine mit dem 2,4 Liter i-VTEC-Motor oder dem bereits vom Vorgänger bekannten 3,0-Liter-V6-Motor mit VTEC-Technologie. Der V6-Motor wurde hier anfänglich nur mit einem fünfstufigen automatischen Getriebe ausgeliefert. Später kam ein manuelles Sechsgang-Getriebe hinzu. In den übrigen Ländern wurde meistens ein manuelles Fünfgang-Getriebe als Standard angeboten und optional die fünfstufige Automatik. In einigen asiatischen und südamerikanischen Staaten wurde als Einsteiger-Modell eine Limousine mit dem 2,0 Liter i-VTEC-Motor des Stream angeboten. Zwecks Erfüllung der gesetzlichen Auflagen bot Honda in Nordamerika den Accord ab dem Jahre 2004 mit einem V6-Hybrid-Antrieb an.
Ebenfalls Ende 2002 vollzog Honda den Modellwechsel bei der amerikanischen Limousine. Sie besaß einen größeren Radstand, eine größere Spurbreite und eine breitere Karosserie. Hier wurde wieder ein V6-Motor eingebaut, der ebenfalls im Coupé Verwendung fand. Diese „große“ Accord-Limousine wurde, außer in Nord- auch in Mittel- und Südamerika, in den asiatischen Staaten außerhalb Japans und in Japan unter dem Namen Honda Inspire angeboten. Seit dem Jahre 2004 konnte sie in Nordamerika sogar mit einem V6-Hybrid-Antrieb geordert werden.

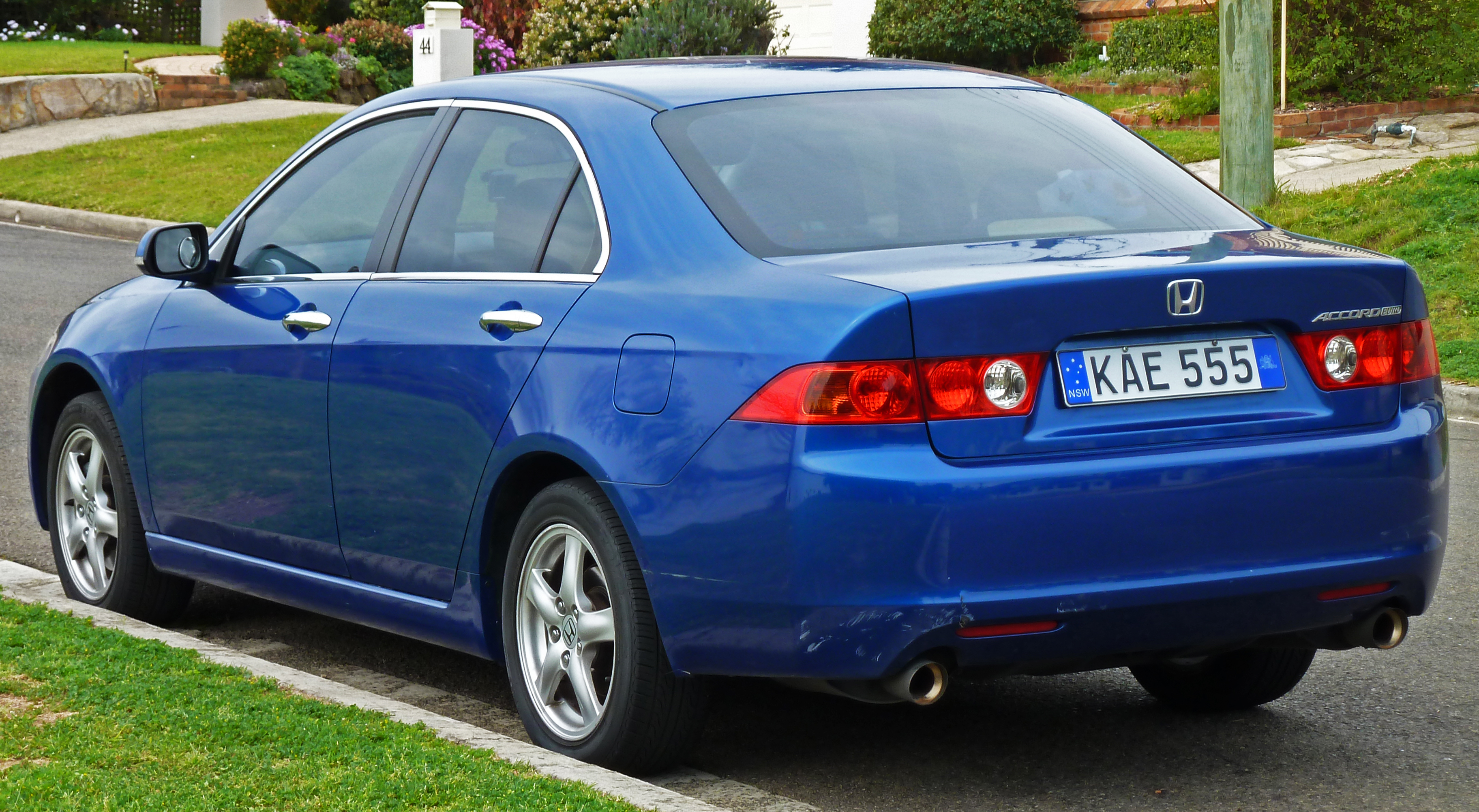
Heckansicht
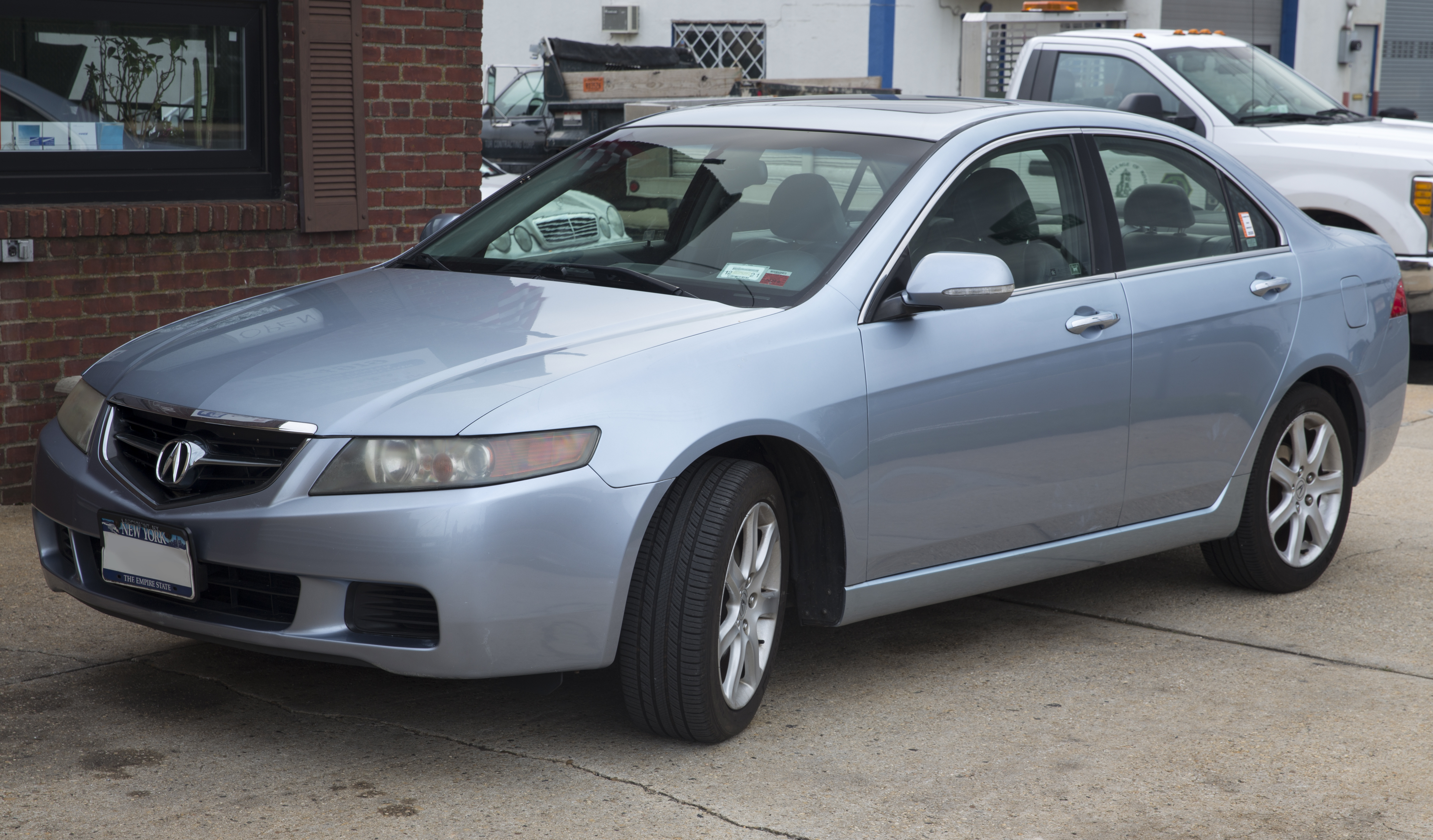
Acura TSX
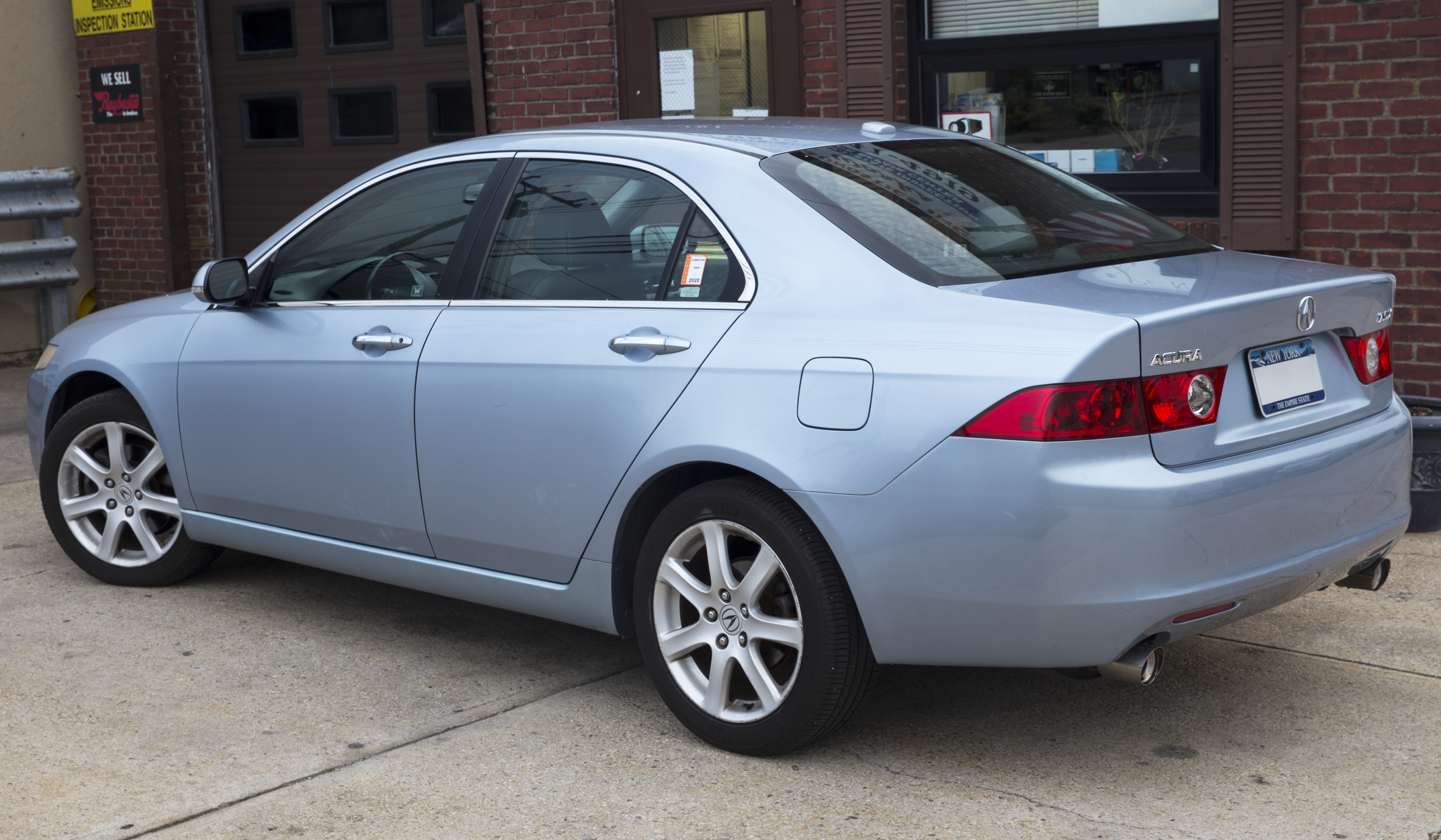
Heckansicht
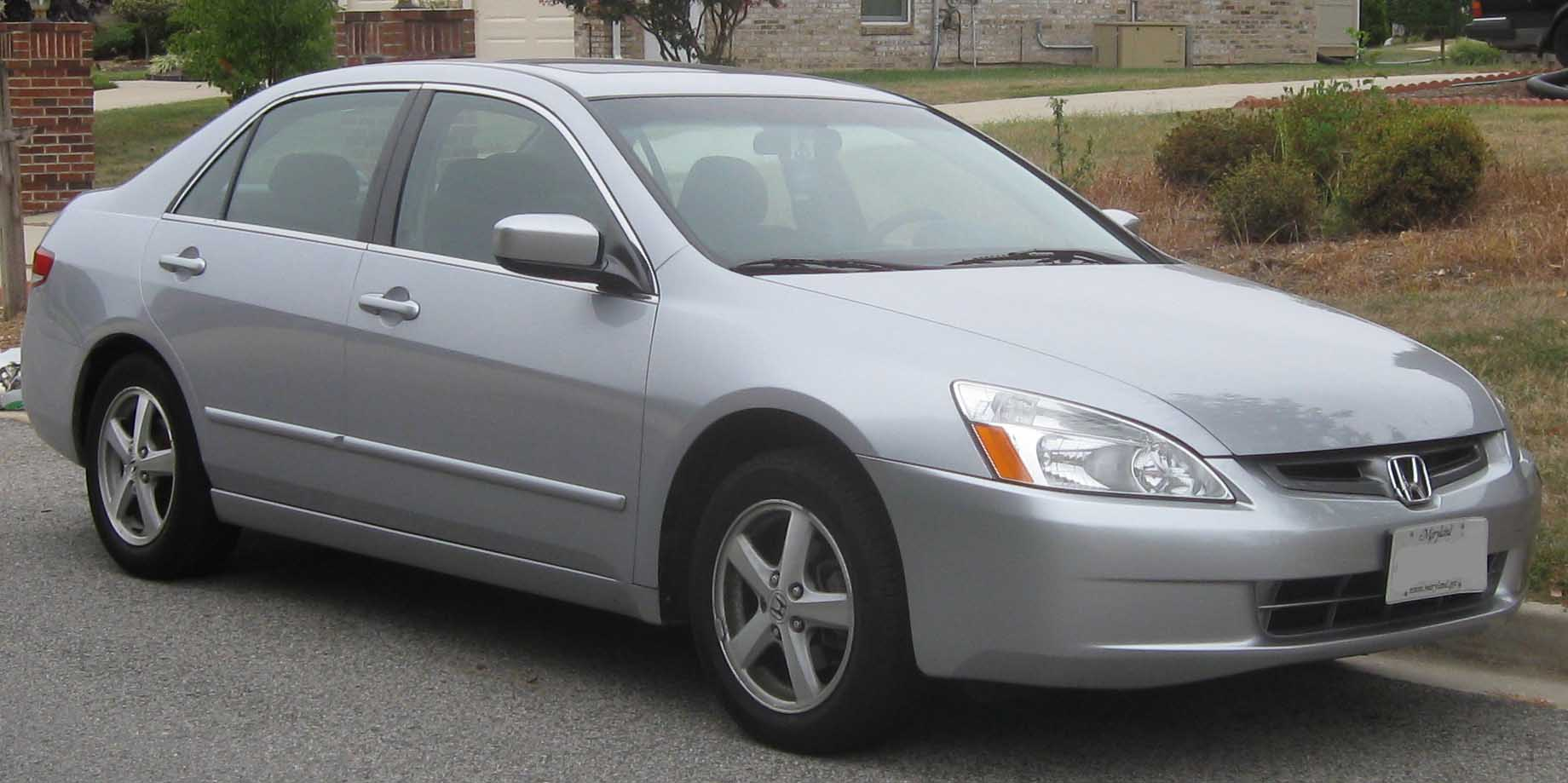
Honda Accord (US-Modell)
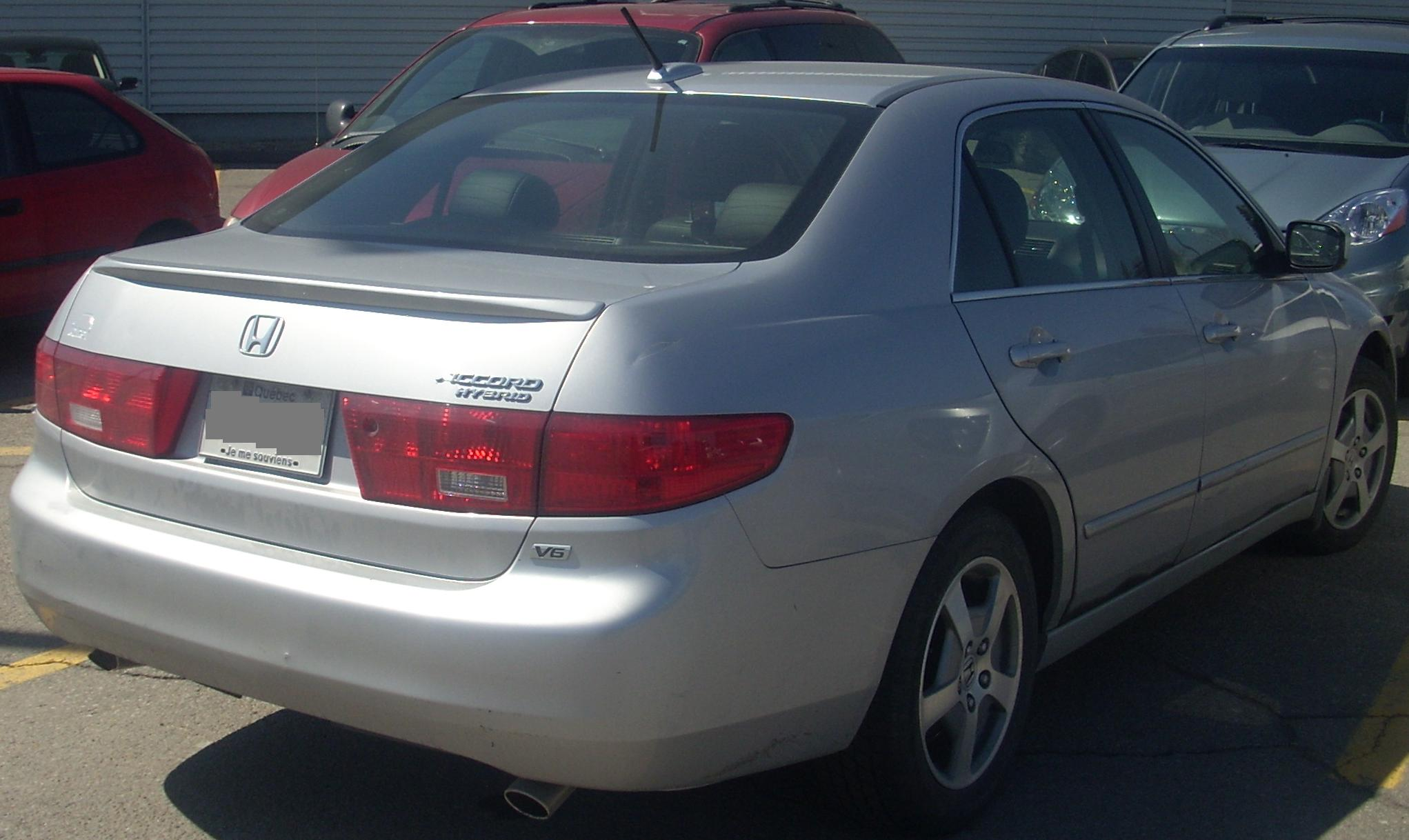
Heckansicht

### Modellpflege
Mitte 2006 wurde am Accord ein Facelift vorgenommen. Dabei wurden Stoßfänger, Kühlergrill, Motorhaube und Scheinwerfer überarbeitet und der Innenraum bekam einen Feinschliff. Zudem erhielt der 2.2 i-CDTi ein Sechsgang-Getriebe.

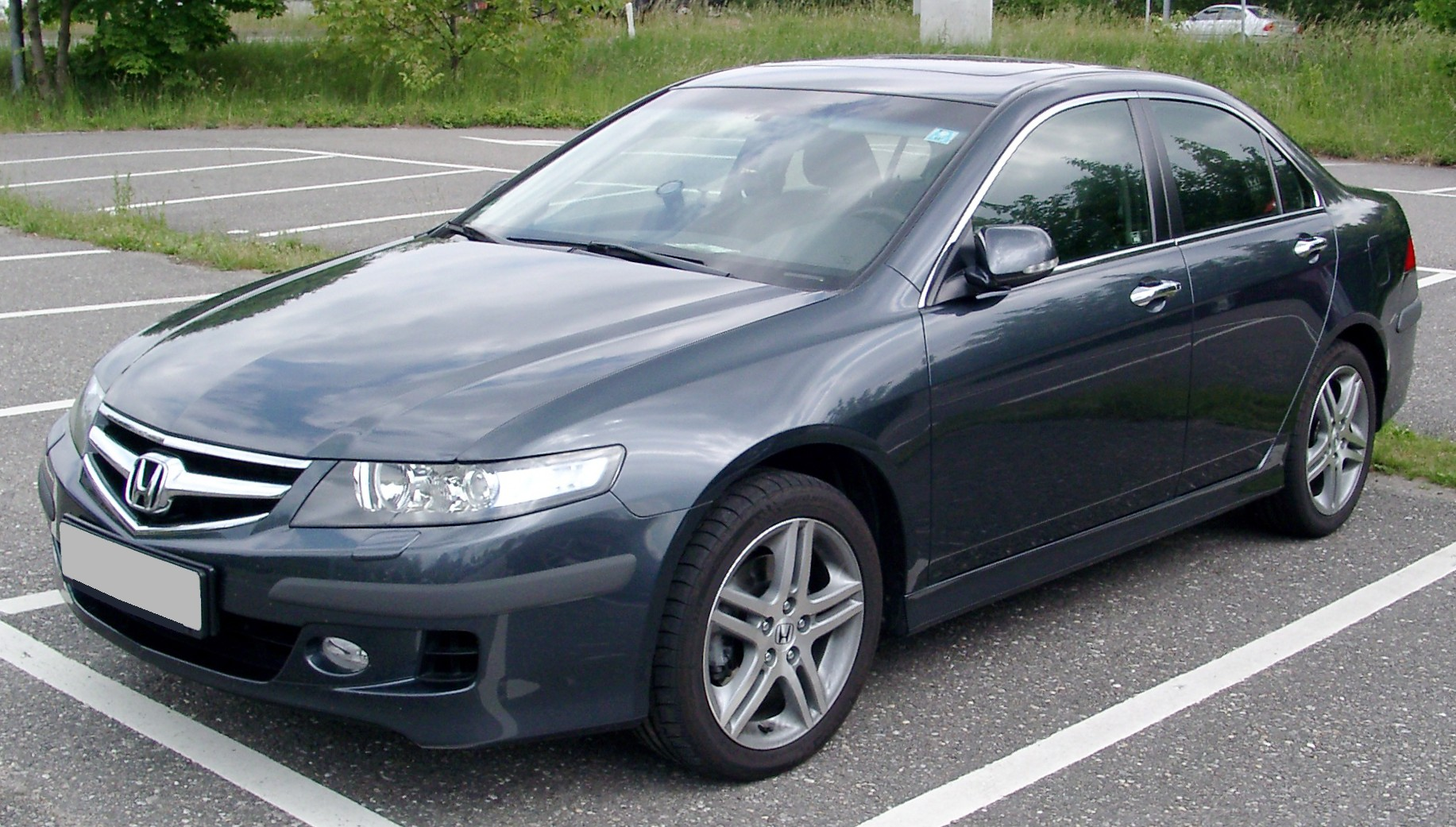
Honda Accord Limousine (Europa, 2006–2008)
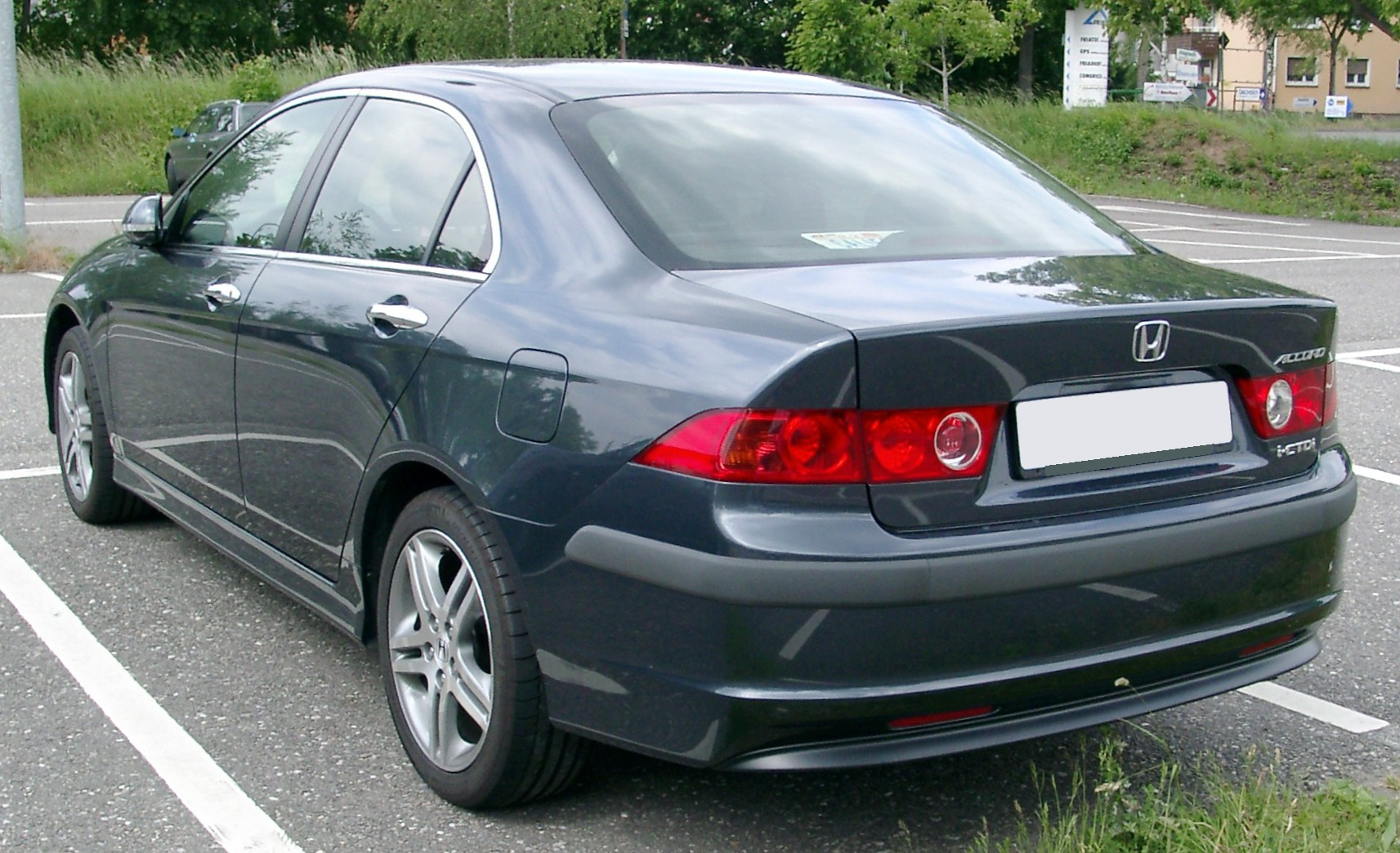
Heckansicht
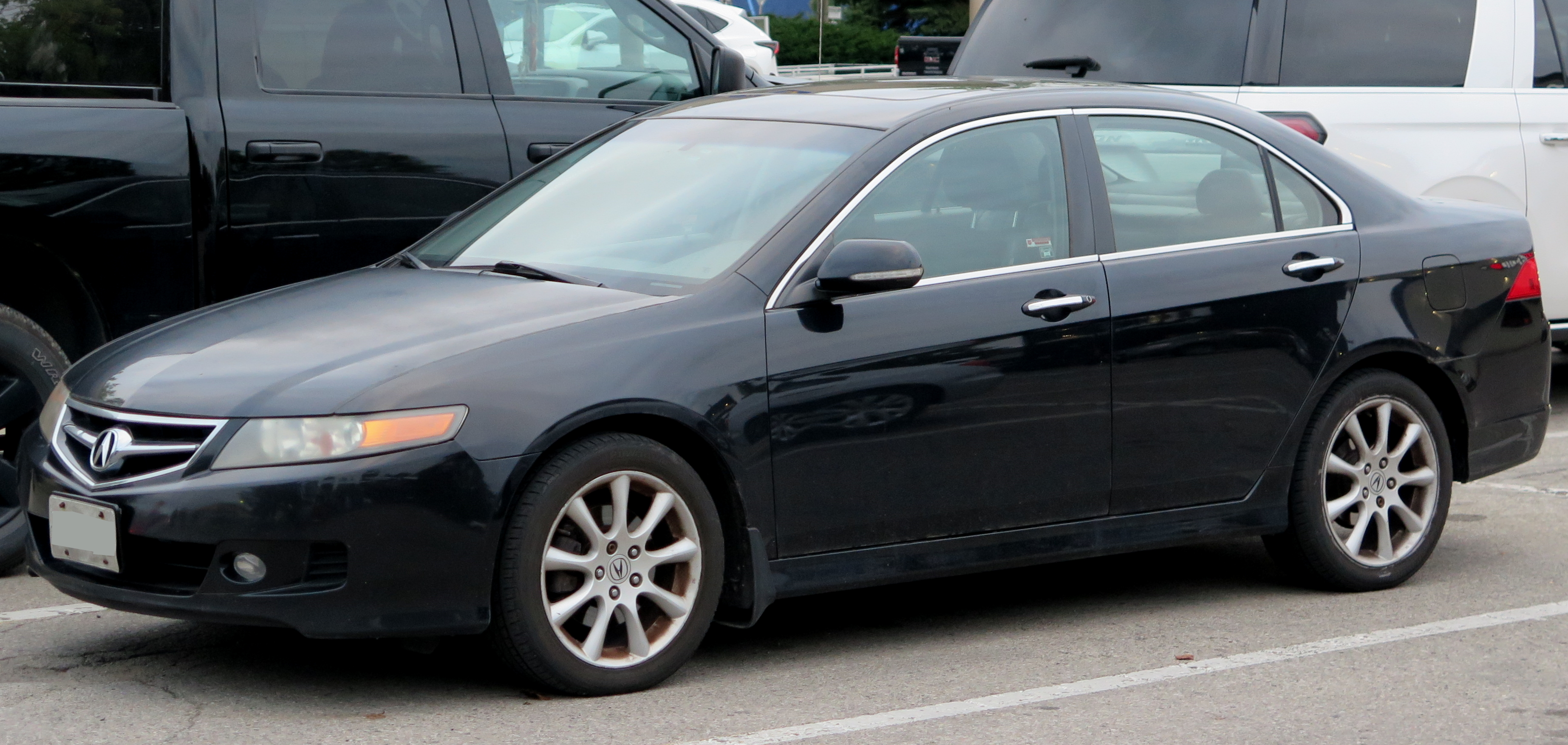
Acura TSX
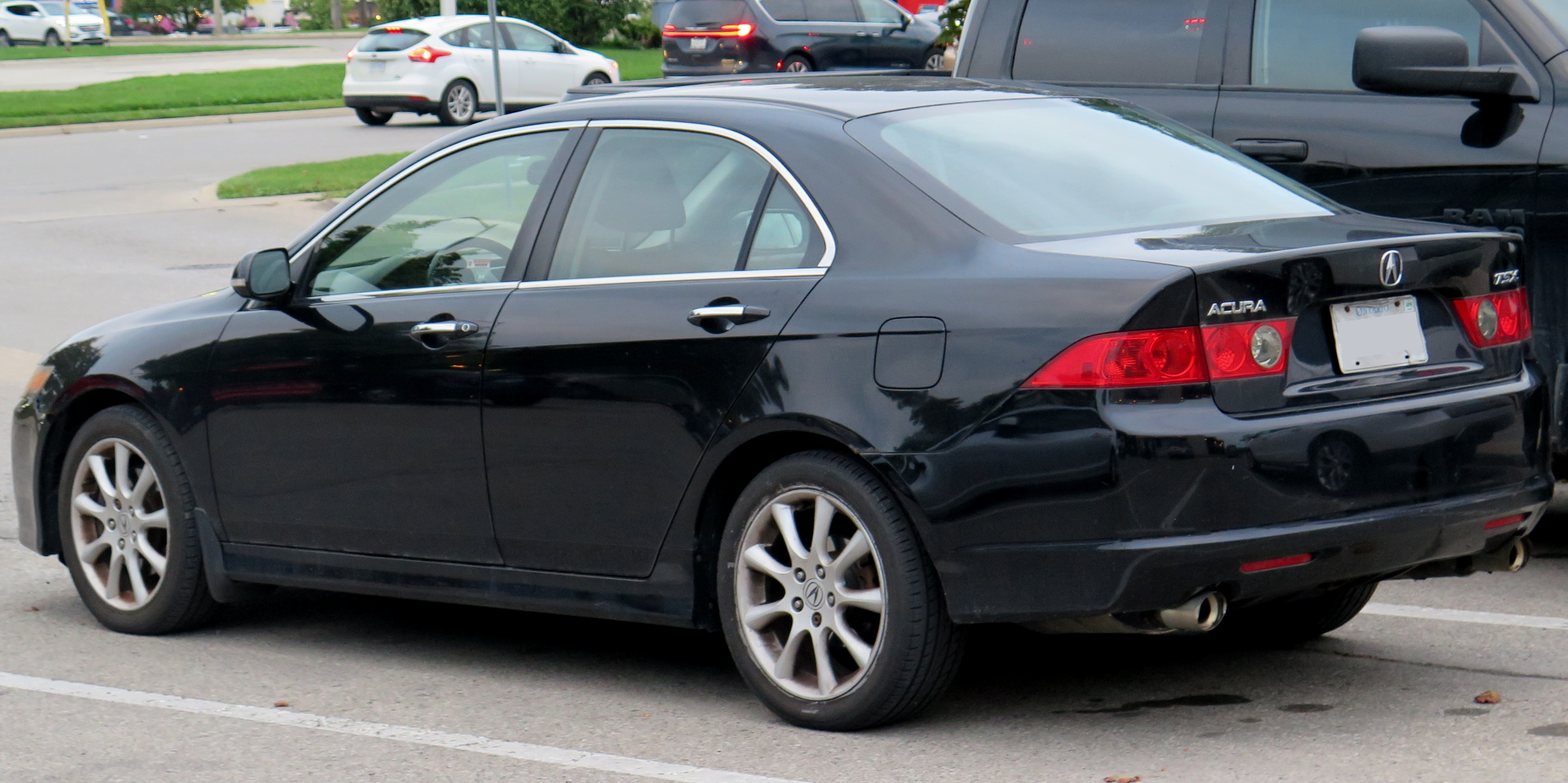
Heckansicht

## Coupé
Das Coupe wurde wie sein Vorgänger von der Honda of America Mfg. in den USA entwickelt und auch dort exklusiv gebaut. Verkauft wurde das Coupé ausschließlich in den USA und Kanada.

Als Basis für das Coupé diente das verkürzte Chassis der amerikanischen Limousine. Zwei Motorenvarianten mit 2,4 Liter und der V6 mit 3,0 Liter Hubraum sowie jeweils zwei Ausstattungsvarianten wurden angeboten.

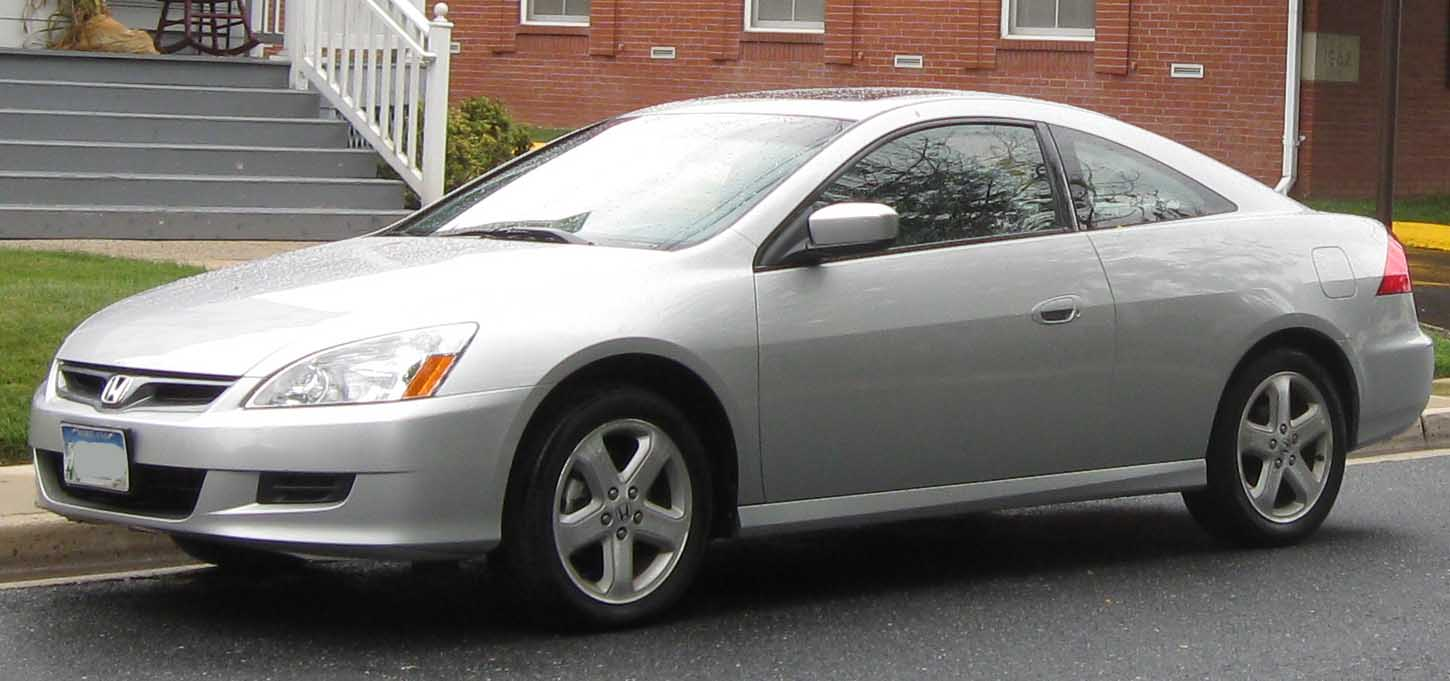
Honda Accord Coupé
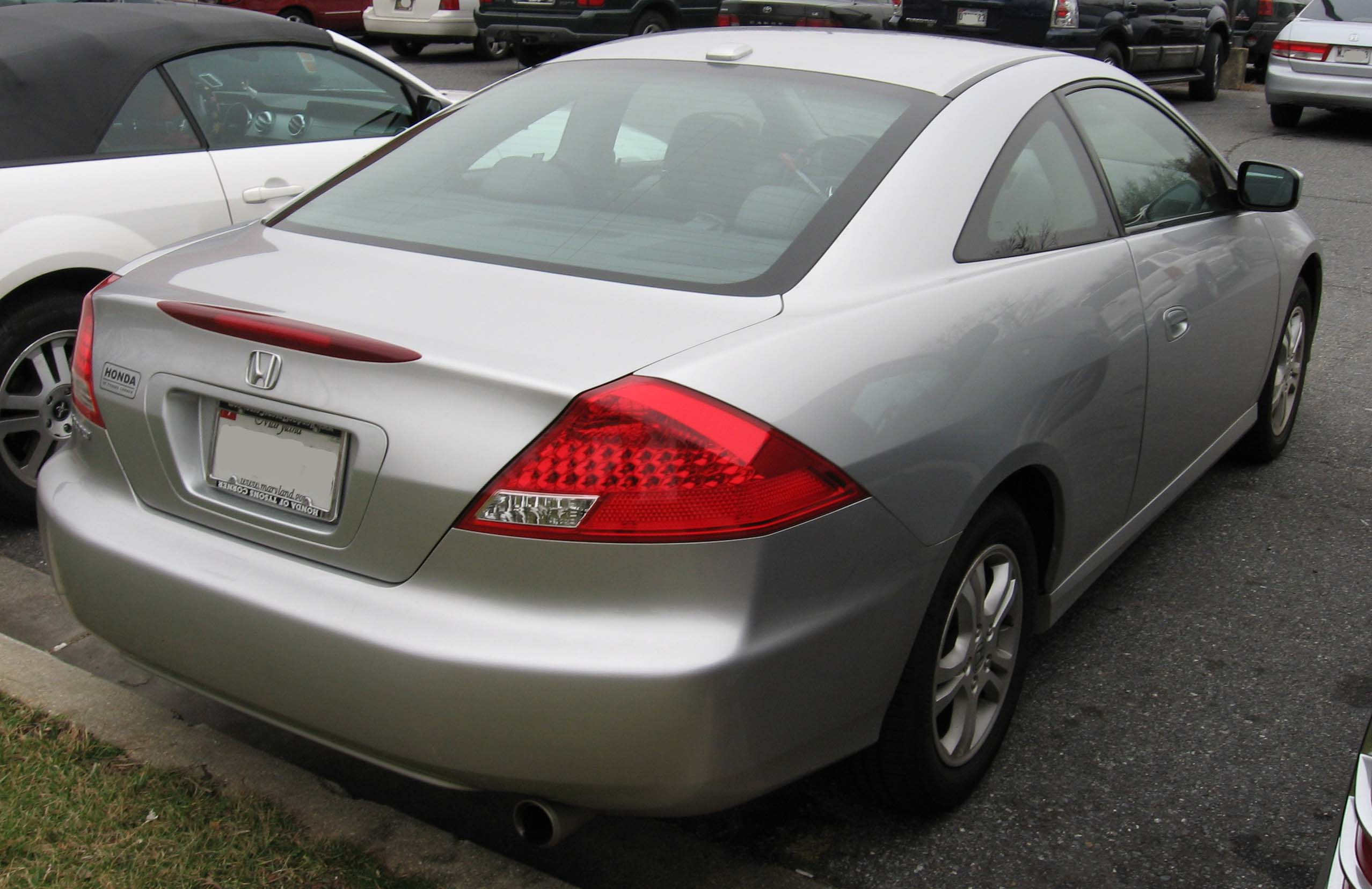
Heckansicht

## Tourer

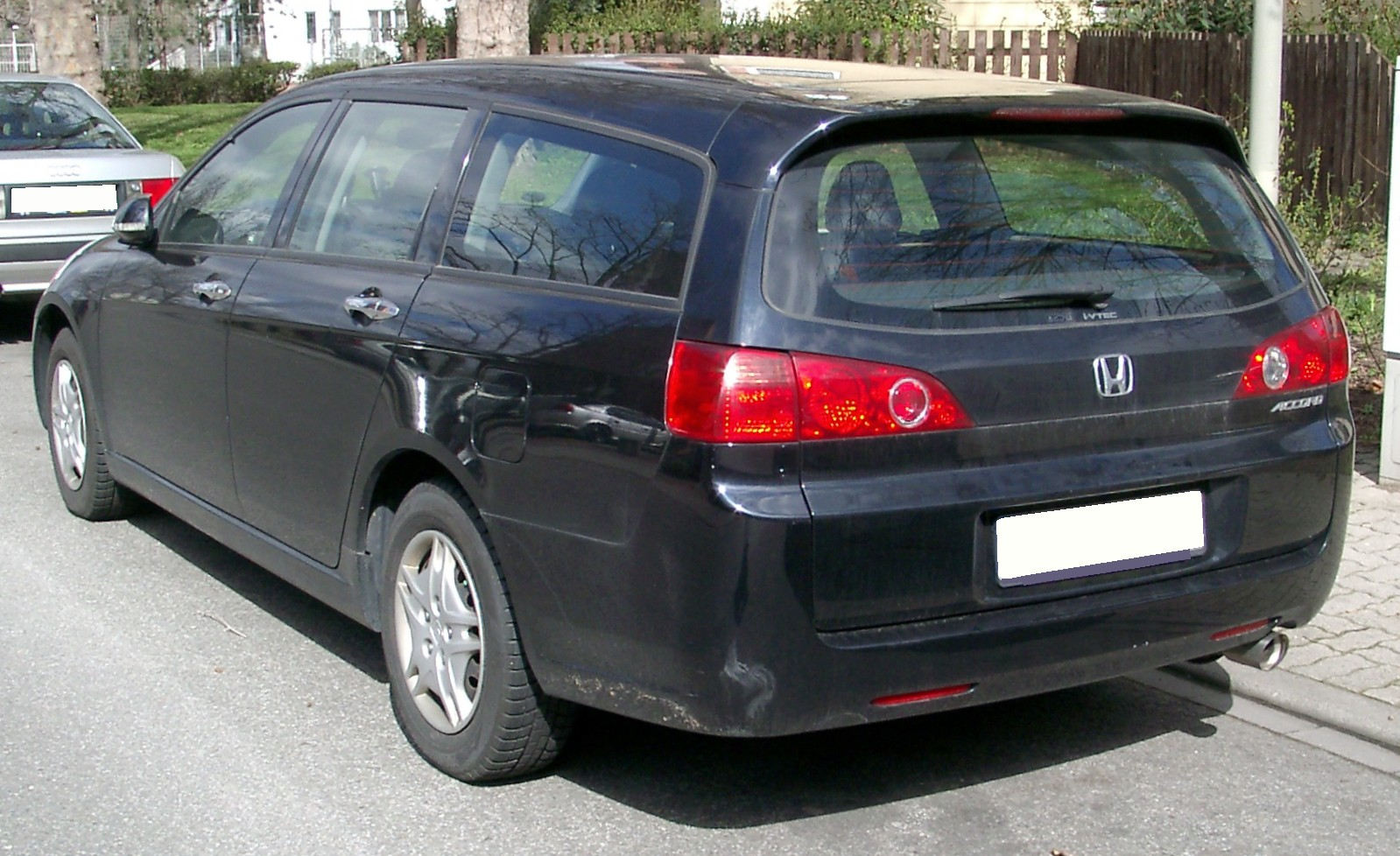
Honda Accord Tourer (2006–2008)

Die konsequente Entwicklung der Fahrzeuge für die jeweils unterschiedlichen Absatzmärkte führt u. a. dazu, dass ein großer Kombi nur noch in Japan und Europa auf der Basis der japanischen Limousine unter dem Namen Accord Wagon bzw. Accord Tourer angeboten wird.
Der Tourer wurde in Europa im Einstiegsmodell mit einem 2,0-Liter-Motor oder einem 2,4-Liter-DOHC-Motor mit i-VTEC-Technologie ausgeliefert. Ausschließlich in Europa kam außerdem Hondas erster selbst entwickelter Selbstzünder zum Einsatz. Der Wagon wurde in Japan ausschließlich mit einem 2,4-Liter-Triebwerk angeboten, konnte dafür aber mit Allrad-Antrieb kombiniert werden.
Im Kombi wurde eine von der Limousine abweichende Hinterachskonstruktion eingesetzt, um eine tiefe, flache Ladefläche zu ermöglichen. Als einer der ersten verfügte der Kombi über eine Remote Hatch genannte elektrische Heckklappe. Bemerkenswert: In Japan wurde der Accord Wagon mit Hondas System zur Entlastung und Unterstützung des Fahrers (HiDS) angeboten.
Technische Abkürzungen vom obigen Abschnitt
- ANC (Active Noise Control System – aktive Lärmminderung)
- HiDS (Honda intelligent Driver Support System – Fahrerassistenzsystem)
- IHCC (Intelligent Highway Cruise Control – Abstands- und Geschwindigkeitsregelungsautomat)

## Modelle
| Modell         | Baujahr   | Modellcode | Variante  | Hubraum  | Leistung kW (PS) | Verkaufsland                                                  | Motorcode    |
| Benziner       | Benziner  | Benziner   | Benziner  | Benziner | Benziner         | Benziner                                                      | Benziner     |
| -------------- | --------- | ---------- | --------- | -------- | ---------------- | ------------------------------------------------------------- | ------------ |
| 2.0 mit Allrad | 2002–2008 | CL8        | Limousine | 1998 cm³ | 112 (152)        | Japan                                                         | K20A6        |
| 2.0            | 2002–2008 | CL7        | Limousine | 1998 cm³ | 114 (155)        | Australien, Europa, Kanada, USA, Vereinigte Arabische Emirate | K20A4, K20A6 |
| 2.0            | 2003–2008 | CM1        | Tourer    | 1998 cm³ | 114 (155)        | Europa                                                        | K20A6        |
| 2.0            | 2002–2008 | CL7 Euro R | Limousine | 1998 cm³ | 162 (220)        | Japan                                                         | K20A         |
| 2.4            | 2003–2008 | CL9        | Limousine | 2354 cm³ | 140 (190)        | Australien, Europa, Kanada, USA, Vereinigte Arabische Emirate | K24A, K24A3  |
| 2.4            | 2003–2008 | CM2        | Tourer    | 2354 cm³ | 140 (190)        | Europa                                                        | K24A, K24A3  |
| 2.4 mit Allrad | 2003–2008 | CM3        | Tourer    | 2354 cm³ | 140 (190)        | Japan                                                         | K24A         |
| 2.4            | 2002–2007 | CM7        | Coupé     | 2354 cm³ | 118 (160)        | Kanada, USA                                                   | K24A         |
| 3.0 V6         | 2002–2007 | CM7        | Coupé     | 2997 cm³ | 176 (240)        | Kanada, USA                                                   | J30A4        |
| Diesel         |           |            |           |          |                  |                                                               |              |
| 2.2 i-CTDi     | 2002–2008 | CN1        | Limousine | 2204 cm³ | 103 (140)        | Europa                                                        | N22A1        |
| 2.2 i-CTDi     | 2003–2008 | CN2        | Tourer    | 2204 cm³ | 103 (140)        | Europa                                                        | N22A1        |